# Cal Ramonet (Avià)
Cal Ramonet és una masia situada al municipi d'Avià a la comarca catalana del Berguedà, inclosa en l'Inventari del Patrimoni Arquitectònic de Catalunya.

## Descripció
Masia de planta força regular i allargada, que respon a l'estructura clàssica de tres crugies cobert a dues aigües amb teula àrab. Està estructurada en planta baixa i dos pisos superiors. Destaquem el gran nombre d'obertures de la façana principal; a la planta baixa hi ha dues entrades d'arc de mig punt adovellat. A la primera planta i a la segona ens trobem dos arcs de mig punt separats per un pilar amb un petit capitell al centre de la façana i que funcionen com a balcons. Al primer pis els trobem flanquejats per dos altres balcons de menors dimensions; i al tercer pis, trobem dues finestres petites, allindanades i amb ampits de pedra. El parament és a base de grans pedres ben treballades. A la part dreta trobem una construcció annexa d'una sola planta d'alçada.

## Història
A la clau de l'arc d'entrada hi ha gravada la data de 1800 que correspon a l'avançament del cos d'arcades.